# Duncan Jones (rugby à XV)
Pour les articles homonymes, voir Duncan Jones et Jones.

a Compétitions nationales et continentales officielles uniquement.

b Matchs officiels uniquement.
Dernière mise à jour le 27 janvier 2017.
Duncan James Jones, né le 18 septembre 1978 à Neath (Pays de Galles), est un joueur de rugby à XV. Il compte 57 sélections avec l'équipe du pays de Galles, évoluant au poste de pilier.

## Carrière
Jones dispute son premier test match le 27 novembre 2001 contre l'équipe d'Australie. Il participe à la coupe du monde 2003 (2 matchs, défaite en quarts de finale). Il joue avec les Ospreys de 2003 jusqu'à sa retraite sportive en 2015.

## Palmarès

### En club
- Vainqueur de la Celtic League en 2005, 2007, 2010 et 2012
- Vainqueur de la Coupe anglo-galloise en 2008
- Finaliste de la Coupe anglo-galloise en 2007

### En équipe nationale
- Vainqueur du Tournoi des Six Nations en 2008 (Grand Chelem)

## Statistiques en équipe nationale
- 57 sélections
- Sélections par année : 1 en 2001, 2 en 2002, 4 en 2003, 10 en 2004, 5 en 2005, 11 en 2006, 12 en 2007, 7 en 2008, 5 en 2009
- Tournois des Six Nations disputés : 2002, 2004, 2006, 2007, 2008
- Coupes du monde de rugby disputées : 2003, 2007